# Championnat de République dominicaine de basket-ball
Le Liga Nacional de Baloncesto (ou LNB) est une ligue de basket-ball professionnelle dominicaine, créée en 2004. Ce championnat regroupe 8 équipes. Chaque équipe s'affronte à quatre reprises, soit un total de 20 matchs lors de la saison régulière. Les six premières équipes sont qualifiées pour les play-offs. La finale se dispute au meilleur des sept matchs.

## Équipes
L'organisation actuelle de la ligue comprend 8 équipes.

## Bilan par club
| Équipe                             | Champion | Finaliste | Année                        |
| ---------------------------------- | -------- | --------- | ---------------------------- |
| Metros de Santiago                 | 5        | 1         | 2006, 2007, 2014, 2015, 2017 |
| Leones de Santo Domingo            | 4        | 3         | 2011, 2016, 2021, 2022       |
| Reales de La Vega                  | 3        | 2         | 2005, 2018, 2023             |
| Cañeros del Este                   | 2        | 2         | 2010, 2012                   |
| Indios de San Francisco de Macorís | 2        | 2         | 2013, 2019                   |
| Titanes del Distrito Nacional      | 2        | 3         | 2008, 2024                   |
| Huracanes del Atlántico            | 0        | 1         |                              |
| Soles de Santo Domingo Este        | 0        | 1         |                              |